# Prudent Carpentier
Pour les articles homonymes, voir Carpentier.
Prudent Carpentier, né le 13 mars 1922 à Saint-Tite et mort le 22 mars 2019 à Trois-Rivières, est un homme politique québécois.

## Biographie
Il est député libéral de Laviolette de 1970 à 1976.